# Imperata brevifolia
Imperata brevifolia är en gräsart som beskrevs av George Vasey. Imperata brevifolia ingår i släktet Imperata och familjen gräs. Inga underarter finns listade i Catalogue of Life.